# Kastetrekamp
Kastetrekamp var en trekamp for kvinder, hvor der på en dag konkurreres i atletikens kastedicipliner; kuglestød, diskoskast, og spydkast. Resultaterne i de enkelte øvelser omsattes til point efter en international pointtabel, og ud fra disse point findes deltagernes totale point. Kastetrekamp er afløst af kastefemkamp.
| Atletik | Spire Denne artikel om atletik er en spire som bør udbygges. Du er velkommen til at hjælpe Wikipedia ved at udvide den. |